# الأسير الهارب
الأسير الهارب (باليابانية: ライヤンツーリーのうた، بالروماجي: Raiyantsūrī no Uta) هو فيلم أنمي ياباني من إنتاج استوديو موشي برودكشن، عرض في اليابان في 6 يناير عام 1994، تم دبلجته إلى العربية من قبل مركز الزهرة وعرض على قناة سبيستون.

## القصة
تدور أحداث القصة عن عامل صيني أحضر إلى اليابان للعمل في منجم فحم خلال الحرب العالمية الثانية، يتمكن من الفرار من اسره، ويختبئ في الريف الياباني، بعيدًا عن السكان لدرجة أنه لا يدرك متى تنتهي الحرب.

## الأداء الصوتي
| الشخصية       | الأداء الصوتي   |
| ------------- | --------------- |
| الأسير الهارب | كينيو هوريوتشي  |
| مايو          | يوشينو تاكاموري |
| سايو          | أرونو تاهارا    |
| أونو          | كوميكو تاكيزاوا |
| صاحب المدجر   | تيجي أوميا      |
| صياد سمك      | هيرو يوكي       |
| والدة مايو    | سايوري ساداوكا  |

## وصلات خارجية
- الأيسر الهارب على موقع myanimelist